# ファンクションポイント法
ファンクションポイント法（ファンクションポイントほう、英: function point method）とは、1979年にIBMのアレン・J・アルブレヒト（A.J.Albrecht）が考案したソフトウェアの規模を測定する手法の1つ。ソフトウェアがもつ機能数や複雑さによって重みづけした点数（ファンクションポイント:FP）を付け、そのソフトウェアにおける合計点数から開発工数を見積もる。米国International Function Point Users Group(IFPUG)によってマニュアルが策定された。
プログラミング言語に依存しない、開発する機能数を測るためユーザー側から見てもわかりやすい等の利点がある。